# 1re armée de chars de la Garde
Pour les articles homonymes, voir 1re armée.
La 1re armée de chars (en russe 1-я танковая армия, parfois traduit « 1re armée de tanks ») devenue en 1944 la 1re armée de chars de la Garde (1-я гвардейская танковая армия) est une grande unité blindée soviétique qui combattit lors de nombreux affrontements militaires durant le front de l'Est (la Seconde Guerre mondiale).
Elle tient ensuite garnison en République démocratique allemande jusqu'en 1992. En 1968, l'armée reçoit l'ordre du Drapeau rouge, devenant officiellement la 1re armée de chars de la Garde et du Drapeau rouge (1-я гвардейская танковая Краснознамённая армия ; en abrégé 1 гв. ТА). Elle est dissoute en 1998.
Remise sur pied en 2014, elle stationne en temps de paix autour de Moscou, dans le district militaire ouest. À partir de février 2022, cette armée est engagée dans l'Invasion de l'Ukraine par la Russie, combattant d'abord dans le Nord-Est, puis à partir d'avril près de Kharkiv. Toutes ses unités auraient été retirées du front en septembre 2022 après de lourdes pertes.

## Grande Guerre patriotique

### Première forme
La 1re armée de chars est créée en juillet 1942, sous le commandement de Kirill Moskalenko, à partir des éléments de la 38e armée et des corps de chars affectés au front de Stalingrad. La formation initiale regroupe les 13e et 28e corps de chars (ru), les 131e (ru) et 399e divisions de fusiliers (ru), ainsi que la 158e brigade de chars (ru).
Selon la doctrine militaire des opérations en profondeur prônée par l'Armée rouge (théorisée par Triandafillov et Toukhatchevski), une armée de chars (Танковая армия, abrégée en TA) est destinée à être engagée après une percée effectuée par une autre armée combinée (composée d'infanterie largement soutenue par des divisions d'artillerie et des brigades de tanks d'accompagnement) ; le rôle de l'armée de chars étaient de servir d'« échelon de frappe opérative » en s'enfonçant le plus loin possible en territoire adverse (jusqu'à 150 à 400 km), si possible ses corps d'armée avançant en parallèle, pour déstructurer tout le système ennemi. Les deux (3e et 5e dès mai-juin 1942) puis six armées de chars furent les fers de lance des principales offensives soviétiques de la seconde partie de la Grande Guerre patriotique.

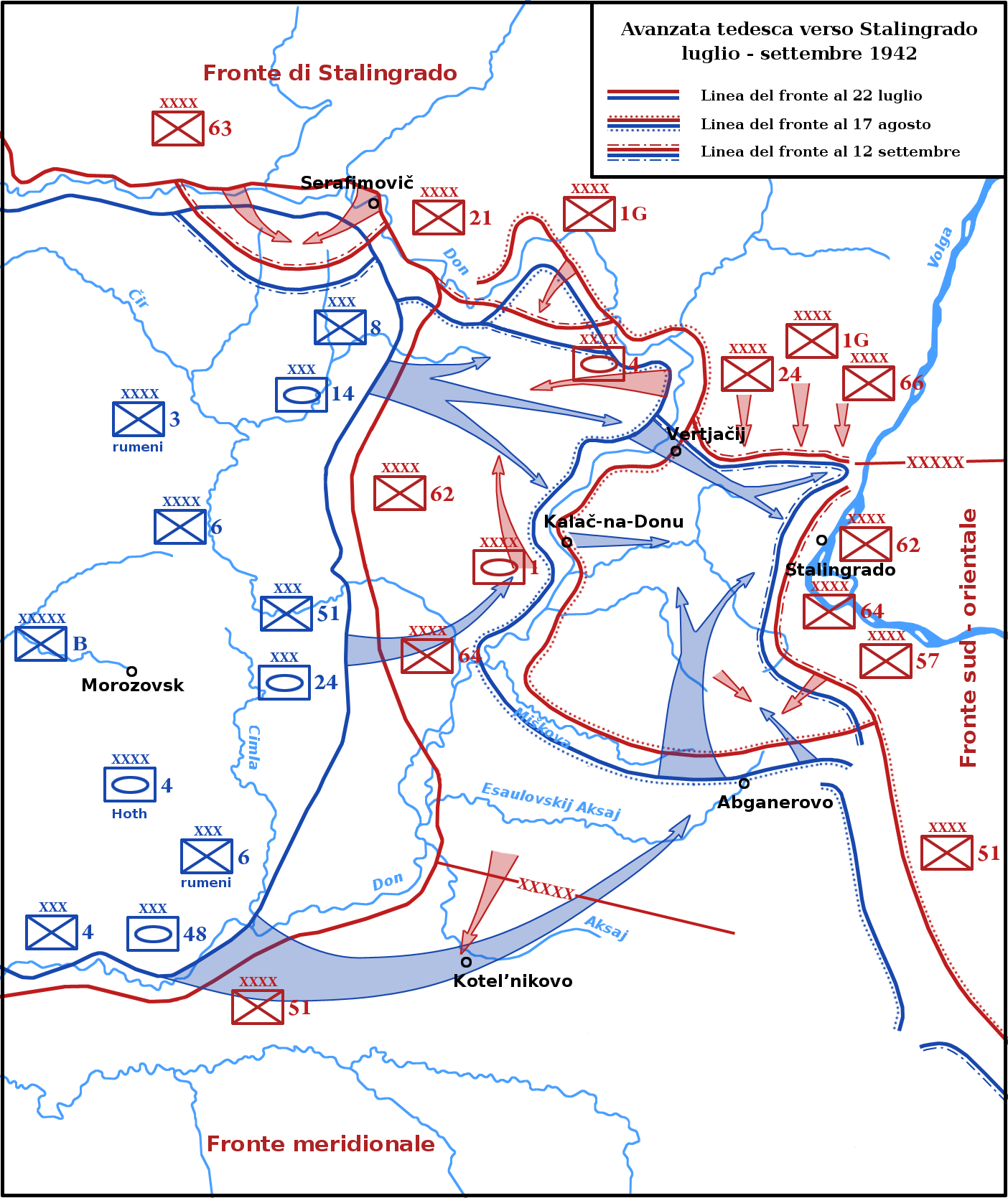
Offensive allemande vers Stalingrad en juillet et septembre 1942, avec les tentatives de contre-offensive soviétiques.

Le 27 juillet 1942, elle est engagée dans une contre-attaque dans la boucle du Don alors qu'elle est encore en formation, manquant d'artillerie, de munitions, de radios et d'officiers. Mal coordonnée et sous un ciel contrôlé par la Luftwaffe, elle subit de très lourdes pertes et n'atteint pas son objectif d'encercler et détruire les éléments de pointe de la 6e armée allemande (le XIV. Panzerkorps), qu'elle oblige cependant à reculer pendant quelques jours.
Le 7 août, la 6e armée allemande lance le XXIV. Panzerkorps du sud vers le nord et le XIV. Panzerkorps du nord vers le sud, encerclant la 62e armée soviétique et des éléments de la 1re armée de chars entre Sourovikino et Kalatch : huit divisions soviétiques sont anéanties le lendemain. La 1re armée de chars est dissoute en août 1942, lors de la formation du front du Sud-Est, son encadrement formant la base de l'état-major du nouveau front, alors que ses troupes vont renforcer la 62e armée.

### Seconde forme
Le 30 janvier 1943, elle est re-créée dans le front du Nord-Ouest à partir des unités de commandement provenant de la 29e armée, et des éléments combattants composés des 6e et 31e corps de chars et du 3e corps mécanisé. Le 23 février, l'armée est renforcée temporairement pour participer au déblocage de Léningrad avec une brigade de chars, quatre régiments de chars, deux divisions d'infanterie parachutiste, six brigades de fusiliers, de l'artillerie et du génie.
En février-mars 1943, l'armée est engagée dans la troisième bataille de Kharkov au sein du front de Voronej ; en mars 1943, elle est transférée à Oboïan, pour participer à la défense du saillant de Koursk et être remise sur pied. En juillet et août 1943, elle participe aux batailles de Prokhorovka et du Dniepr et est engagée dans la seconde bataille de Kiev.

### 1rearméede chars de la Garde
Le 25 avril 1944, la 1re armée de chars est promue en 1re armée de chars de la Garde « pour des performances exemplaires des tâches de l'héroïsme et la bravoure, le courage et le courage des troupes dans les batailles contre les envahisseurs nazis ».

#### Lvov-Sandomir
En juillet 1944, les 1re armée de chars de la Garde, 3e armée de chars de la Garde et 4e armée de chars sont regroupées en Ukraine occidentale et affectées au premier front ukrainien d'Ivan Koniev pour être utilisées dans le cadre de l'offensive Lvov-Sandomir contre le groupe d'armées Ukraine du Nord allemand. Une des deux percées initiales est confiée à la 3e armée de la Garde et à la 13e armée sur un front d'attaque très étroit (12 km) au nord de Brody. Le 13 juillet 1944, le premier assaut d'infanterie permet de prendre sans préparation d'artillerie la première ligne autour de Gorukhov ; le 15, après une préparation d'artillerie d'une heure, la deuxième ligne est dépassée et la contre-attaque allemande (16e et 17e panzers, en sous-effectif) repoussée. Le 17 juillet, l'échelon d'exploitation est engagé : les 346 blindés (chars de combat et canons automoteurs) de la 1re armée blindée de la Garde et les 303 du groupement mixte Baranov (les 25e corps de chars et 1er corps de cavalerie de la Garde), largement soutenus par l'aviation soviétique (3 246 chasseurs et bombardiers ont été affectés au front. Le 18, Brody est encerclée, avec dans la poche le 13e corps allemand (liquidé du 21 au 23 juillet) ; le Boug est franchi à Dobrochine (au sud de Sokal) et à Kamenka. Le 20, le front allemand est alors déchiré sur 120 km de large ; la contre-attaque de la 20e Panzergrenadier échoue et la 1re armée de chars atteint Rava-Rouska au soir. Dans la nuit du 22 au 23 juillet, le San est atteint ; le 24, l'armée passe sur l'autre rive, laissant Iaroslav assiégée derrière elle (qui tombe le 27) et fonce alors vers l'ouest. La Vistule est atteinte à Annopol le 28 juillet par des unités de la 3e armée de la Garde, qui traversent dès le lendemain. Les 1re et 3e armées de chars de la Garde passent sur la rive gauche le 1er août à Baranov au sud de Sandomir, renforçant la défense de la tête de pont face aux contre-attaques allemandes. Le 20 août, ce qui reste de la 1re armée de chars de la Garde est retiré du front pour être rééquipée. Pour l'opération Lvov-Sandomir, la 1re armée de chars de la Garde a avancé de 270 km à travers les lignes allemandes.

#### Vistule-Oder
Le 8e corps mécanisé de la Garde (ex 3e corps mécanisé) est équipé en janvier 1945 avec 185 M4A2 (livrés par les convois de l'Arctique). Composition de la 1re armée de chars de la Garde en janvier 1945 :
- 6e corps de chars devenu le 11e corps de chars de la Garde
  - 22e brigade de chars devenue en octobre 1941 la 40e brigade de chars de la Garde
  - 112e brigade de chars devenue en août 1941 la 44e brigade de chars de la Garde
  - 200e brigade de chars devenue en octobre 1943 la 45e brigade de chars de la Garde
  - 6e brigade mécanisée devenue 27e brigade mécanisée de la Garde
- 3e corps mécanisé devenu le 8e corps mécanisé de la Garde
  - 1re brigade de chars de la Garde
  - 1re brigade mécanisée devenue 19e brigade mécanisée de la Garde
  - 3e brigade mécanisée devenue 20e brigade mécanisée de la Garde
  - 10e brigade mécanisée devenue 21e brigade mécanisée de la Garde
- 31e corps de chars
  - 100e brigade de chars
  - 237e brigade de chars
  - 242e brigade de chars
- Autres formations
  - 8e division anti-chars devenue 4e division anti-chars de la Garde
  - 49e brigade de chars devenue 64e brigade de chars de la Garde
  - 9e brigade d'artillerie automotrice
  - 197e brigade d'artillerie légère

En janvier 1945, la 1re armée de chars de la Garde est, au sein du premier front biélorusse de Joukov, à la pointe de l'offensive Vistule-Oder : ses 752 chars et canons automoteurs débouchent le 15 janvier 1945 de la tête de pont de Magnuszew (à l'ouest de la Vistule), à travers la percée effectuée la veille par la 8e armée de la Garde (de Vassili Tchouïkov). L'intégralité de l'armée a passé la Pilica dès le 16 janvier, puis fonce vers l'ouest-nord-ouest, de 70 km le 17, par Nowe Miasto (Neumark), puis Łódź (Litzmannstadt) le 18, franchissant la Warthe à Kolo le 19, puis de nouveau de part et d'autre de Posen (laissant la ville à Tchouïkov) les 22-23, capturant environ 700 avions, perçant l'Ostwall du 26 au 30 janvier et atteignant l'Oder près de Custrin le 1er février. L'armée s'arrête là, avec une offensive de 460 km.

#### Berlin
De fin février à la mi mars, la 1re armée de tanks de la Garde combat en Poméranie occidentale, fonçant jusqu'à Kolberg, puis longeant la côte de la mer Baltique vers l'est jusqu'à Dantzig, isolant la Prusse-Orientale.
Enfin,  elle est engagée dans les opérations offensives dans la bataille de Berlin : du 16 au 19 avril 1945, la 8e armée de la Garde enfonce très difficilement le front allemand au sud de Seelow. La 1re armée de chars de la Garde (709 chars et canons automoteurs, 700 obusiers 44 katiouchas et 45 000 hommes) est engagée dès le midi du premier jour, ce qui génère un énorme embouteillage au milieu de la 8e armée. L'armée perce finalement à Müncheberg le 19 et fonçant ensuite sur la Reichsstraße 1 (de). L'armée franchi rapidement la Sprée en amont de Berlin, puis évite l'agglomération par le sud, par l'aéroport de Tempelhof, près duquel elle rencontre le premier front d'Ukraine.

## Guerre froide

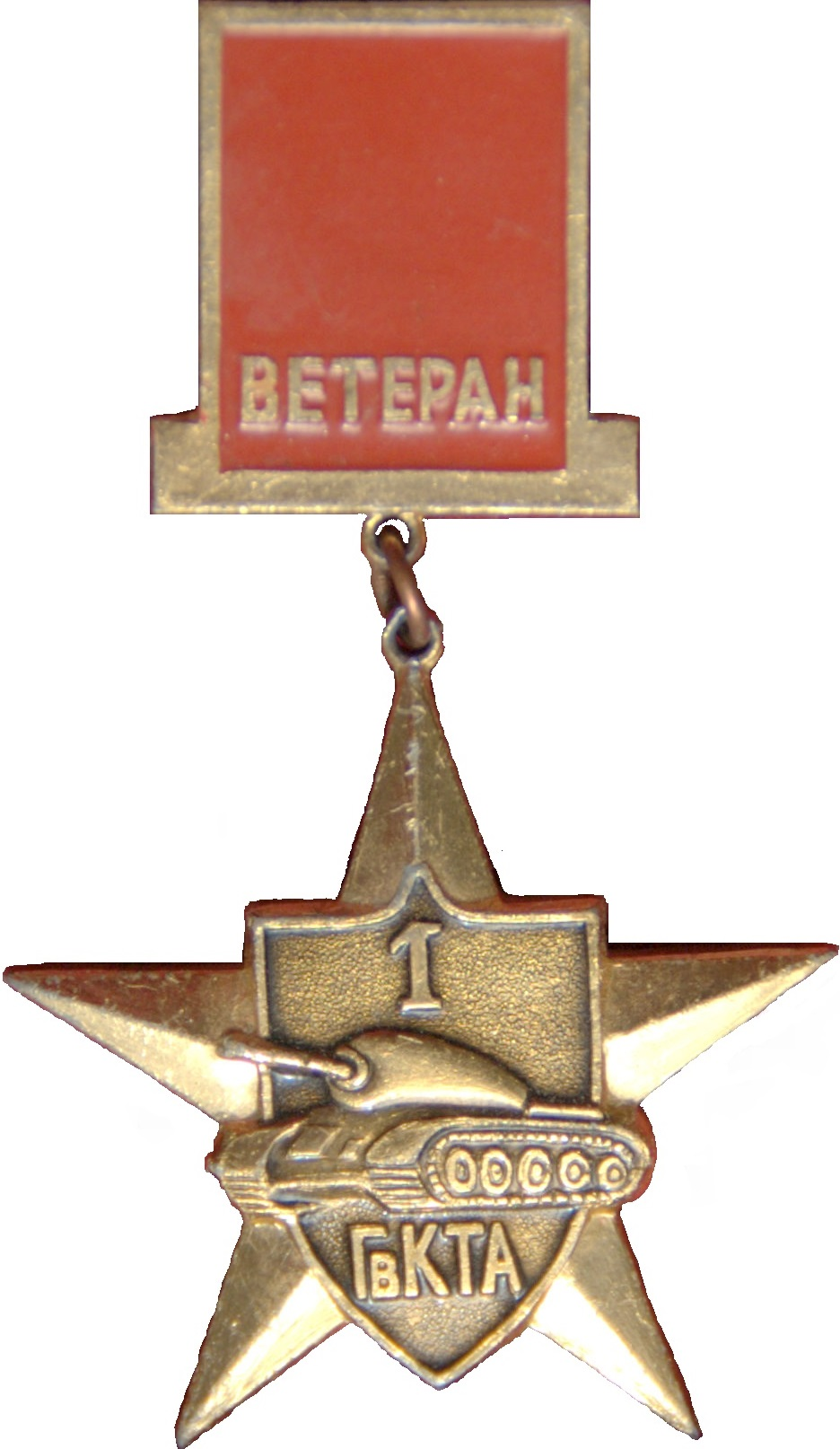
Médaille de vétéran de la 1re armée de chars de la Garde.

Pendant toute la guerre froide, la 1re armée de tanks de la Garde est affectée au groupement des forces armées soviétiques en Allemagne, avec son PC à Dresde. Elle participe en 1968 à l'invasion de la Tchécoslovaquie par le pacte de Varsovie, puis retourne tenir sa garnison en Allemagne.
Commandants :
- Ivan Alexandrovitch Guerassimov (ru), 1968-1971 ;
- Boris Vassilievitch Snetkov (ru), 1971-1974 ;
- Boris Petrovitch Schein (ru), 1983-1986 ;
- Anatoly Kouprianovitch Tchernychev, 1986 à 1990 ;
- Guennady Kolychkine Ziouganov, 1990-1992.

En décembre 1991, la CEI remplace l'URSS (accord de Minsk le 8 ; accords d'Alma-Ata le 21 ; dissolution de l'Union le 25 décembre). Les forces armées soviétiques deviennent les « forces armées conjointes de la CEI », avant d'être partagées à partir de 1992 entre les différents nouveaux États souverains en fonction de leur lieu de garnison. Les forces armées de la fédération de Russie sont créées le 7 mai 1992, puis le commandement commun de la CEI est dissous en juin 1993. La 1re armée de chars soviétique devient donc la 1re armée de chars russe, avec des effectifs réduits.

## Armée russe

### Évacuation de l'Allemagne
En application du traité de Moscou du 12 septembre 1990, la 1re armée de tanks de la Garde quitte l'Allemagne en 1992 pour le district militaire de Moscou, avec son état-major désormais à Smolensk. En 1995, elle est renommée 1re armée de la Garde. Elle est finalement dissoute en 1998. Commandants :
- Leonti Pavlovitch Chevtsov, 1992-1994.
- Viktor Mikhaïlovitch Rochtchine de 1994 jusqu'à sa dissolution.

### Recréation

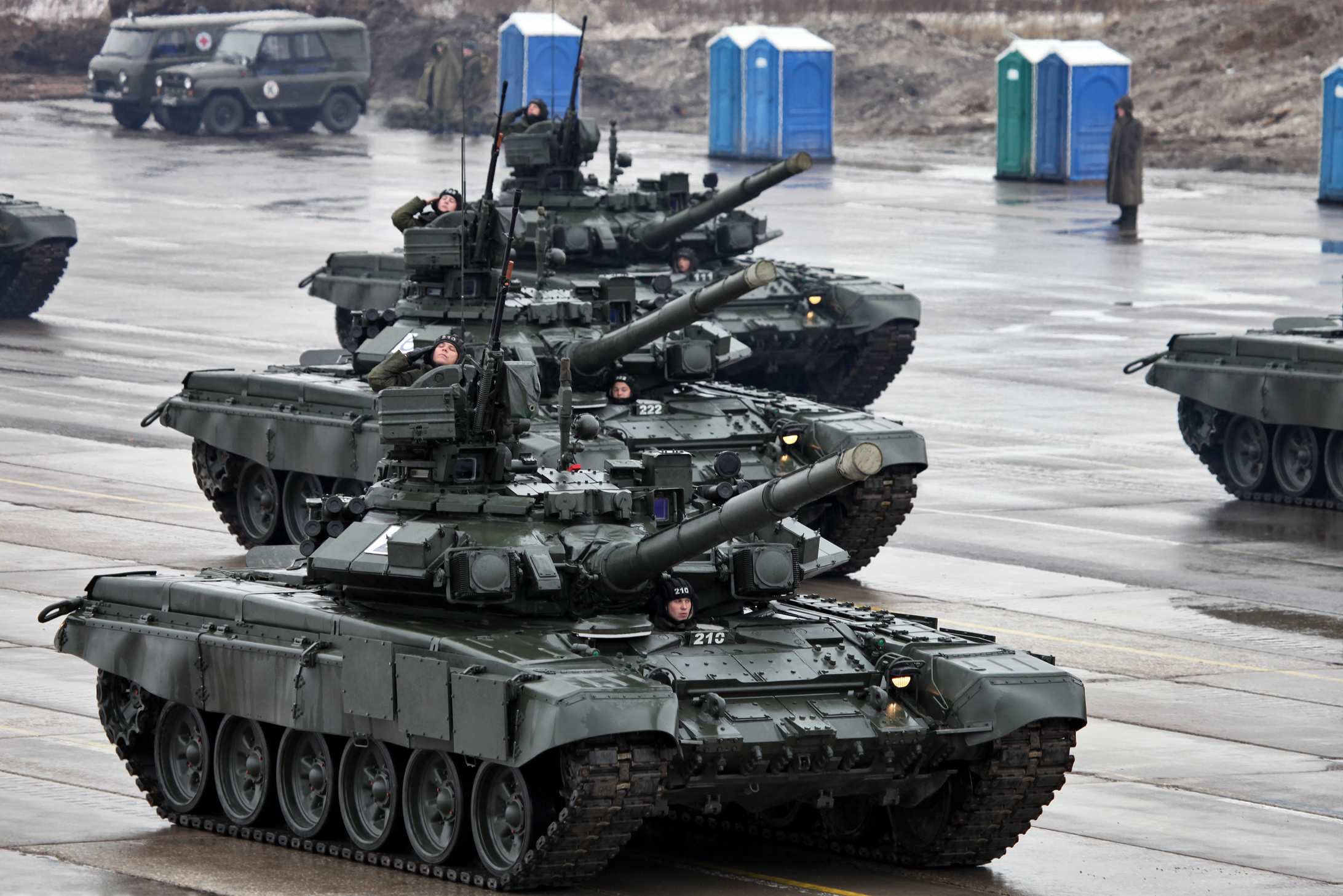
Des T-90 de la défilant en 2012 sur le terrain militaire d'Alabino, au sud-ouest de Moscou.

La 1re armée de chars de la Garde est reconstituée en novembre 2014, avec affectation au district militaire ouest ; son état-major est à Odintsovo, dans l'oblast de Moscou, couvrant la région du Centre (épaulée au nord par la 6e armée à Saint-Pétersbourg et au sud par la 20e armée de la Garde à Voronej). Elle est composée en 2018 des unités suivantes :
- 60e brigade de commandement, à Selïatino près d'Odintsovo dans l'oblast de Moscou ;
- 2e division de fusiliers motorisés de la Garde Tamanskaïa, à Kalininets dans l'oblast de Moscou :
  - 1er régiment de fusiliers motorisés de la Garde Sevastopolski (armé avec 41 T-72B3 et 140 BTR-80/82A) ;
  - 15e régiment de fusiliers motorisés (41 T-72B3 et 120 BMP-2) ;
  - 1er régiment de chars de la Garde (41 T-72B3) ;
  - 147e régiment d'artillerie automotrice de la Garde (36 2S19 Msta-S et 18 2B17-1 Tornado-G) ;
  - 1117e régiment antiaérien de la Garde (douze Tor-M2U, six 9K34/35 Strela-10, six 2S6M Toungouska et 27 9K38 Igla) ;
- 4e division de chars de la Garde Kantemirovskaïa à Naro-Fominsk dans l'oblast de Moscou :
  - 12e régiment de chars de la Garde Shepetovski (94 T-80 et 30 BMP-3) ;
  - 13e régiment de chars de la Garde Shepetovski (94 T-80 et 30 BMP-3) ;
  - 432e régiment de fusiliers motorisés Yampolski ;
  - 257e régiment d'artillerie automotrice Tarnopolski (2S19 Msta-S, 2S34 Khosta (ru) et 2B17-1 Tornado-G) ;
  - 538e régiment de missiles antiaériens de la Garde Tarnopolski (douze 9K330 Tor-M1, six 9K35 Strela-10, six 2K22 Toungouska et 27 9K38 Igla) ;
- 6e brigade de chars Częstochowa (94 T-72B3, 37 BMP-3, six BTR-80A, trois BRM-3K, 18 Akatsiya, 18 BM-21 Grad, huit 2S12 Sani, douze 9A33BM2 Osa, six 9K34/35 Strela-10, six 2S6M Tunguska et 27 9K38 Igla), à Moulino dans l'oblast de Nijni Novgorod ;
- 27e brigade de fusiliers motorisés de la Garde Sevastopol, à Mosrentguen près de Moscou ;
- 112e brigade de missiles (douze 9K720 Iskander) de la Garde Novorossiïskaïa, à Chouïa dans l'oblast d'Ivanovo ;
- 288e brigade d'artillerie Varchavsko-Brandenbourgskaïa, à Moulino dans l'oblast de Nijni Novgorod ;
- 49e brigade de missiles antiaériens (36 9K37 Buk-M1-2), à Krasnyi Bor dans l'oblast de Smolensk ;
- 96e brigade de renseignement et de reconnaissance, à Sormovski près de Nijni Novgorod ;
- 69e brigade de soutien logistique, à Dzerjinsk dans l'oblast de Nijni Novgorod[25] ;
- 6e régiment du génie, à Rostov Veliki dans l'oblast de Iaroslavl ;
- 20e régiment de défense NBC, à Tsentralny dans l'oblast de Nijni Novgorod ;
- 231e bataillon de guerre électronique.

En février 2022, la 47e division de chars est recréée en reprenant le personnel, le matériel et la caserne de la 6e brigade de chars, restant rattachée à la 1re armée de chars de la Garde.

### Invasion de l'Ukraine
Pour un article plus général, voir Invasion de l'Ukraine par la Russie.
D'octobre à décembre 2021, des éléments de la 1re armée de tanks de la Garde sont identifiés au sud de Voronej, sur le terrain d'entraînement de Pogonovo (ru), notamment trois groupes tactiques de bataillon (BTG) de la 2e division de fusiliers motorisés de la Garde, trois autres BTG de la 4e division de tanks, ainsi que des détachements de lance-roquettes multiples (des TOS-1 et BM-27 Ouragan), de lance-missiles (des Iskander) et de défense antiaérienne (des 9K37 Buk-M1-2).

#### Offensive du printemps 2022
Lors de l'invasion de l'Ukraine par la Russie en 2022, les éléments de la 1re armée de tanks de la Garde sont repérés à la frontière nord-est de l'Ukraine dès le premier jour de l'offensive : ils feraient partie d'un groupe comprenant un total de vingt BTG autour de Koursk, juste au nord de Kharkiv. Le 26 février, deux à trois BTG de la 2e division de fusiliers motorisés de la Garde sont localisés au nord-ouest de Soumy, tandis que trois autres de la 4e division de tanks ont évité Soumy par le sud, l'ensemble attaquant vers l'ouest et Brovary (juste à l'est de Kyiv). Les unités de combat de la 1re armée se révèlent maladroites, ses blindés sont matraqués par les missiles antichars et l'artillerie ukrainiennes, sa logistique, déficiente, ne put lui fournir assez de carburants et de munitions. La 4e division de tanks fut notamment repoussée à Trostianets près de Soumy le 28 mars, y laissant nombre de ses chars,.

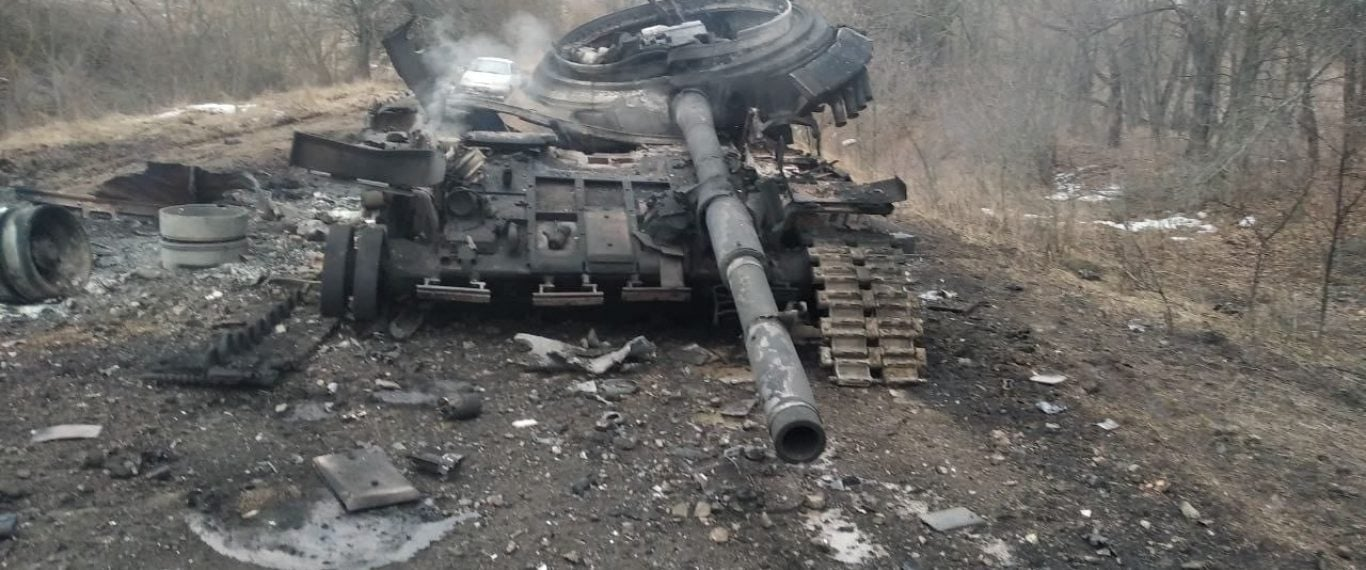
Les restes d'un T-80 de la 4e division de tanks, le 3 mars 2022. Le coup au but a fait exploser le stock de munitions, faisant sauter en l'air la tourelle.

Le 31 mars, les unités de la 2e division sont encore déployées en territoire ukrainien, le 1er régiment de tanks au nord-ouest de Prylouky, le 15e régiment de fusiliers motorisés au nord de Romny, les deux BTG de la 27e brigade au nord et à l'est de Soumy, enfin le 1er régiment de fusiliers motorisés est au nord de Krasnopillia ; la 4e division est déjà repliée juste de l'autre côté de la frontière, dans la vallée de la Vorskla sur la route de Belgorod. Le 3 avril, la 2e division est rassemblée au nord-est de Soumy, tandis que le 13e régiment de tanks de la 4e division est redéployé à l'ouest d'Izioum. La 96e brigade de reconnaissance, qui dépend de la 1re armée de tanks, est accusée d'avoir commis des crimes de guerre sur des civils dans la partie orientale de l'oblast de Kiev, le service de renseignements du ministère ukrainien de la Défense publiant même le 5 avril une liste nominative de 52 membres de cette unité.

#### Guerre de positions de l'été 2022
Début avril, malgré les pertes subies (410 hommes au 15 mars : 61 morts, 209 blessés, 44 disparus et 96 prisonniers), les unités encore opérationnelles de la 1re armée de tanks de la Garde sont redéployées dans l'est de l'Ukraine : au 12 avril, quatre BTG des 2e, 4e et 47e divisions sont localisés à l'ouest et au nord-ouest d'Izioum. Le 19 mai 2022, le ministère de la Défense britannique annonce que son commandant, le lieutenant-général Sergueï Alexandrovitch Kissel, a été suspendu pour son incapacité à prendre Kharkiv durant ses dernières semaines.
À la fin août, sept BTG de la 1re armée de tanks sont localisés dans l'oblast de Kharkiv, dispersés au milieu d'autres armées : la 27e brigade de fusiliers est au nord-est de Kharkiv, intégrée dans le groupe opérationnel de la 6e armée ; la 288e brigade d'artillerie est en soutien de la 20e armée à l'est de Kharkiv ; pour la 4e division autour d'Izioum, le 423e régiment est à Velyka Komyshuvakha (uk), le 13e à Mala Komyshuvakha et le 12e au nord-ouest de Dolyna ; pour la 2e division, le 1er régiment de tanks est au nord de Sviatohirsk, avec la 90e division (de la 41e armée), tandis que les 1er et 15e régiments de fusiliers au repos au sud de Belgorod. Le 147e régiment d'artillerie automoteur est notamment envoyé en renfort auprès de la 49e armée dans l'oblast de Kherson.
Le 6 septembre, cinq brigades ukrainiennes attaquent le front tenu par les unités de la 144e division russe (de la 20e armée) à l'est de Kharkiv. L'offensive ukrainienne perce le front, permettant la reprise le 8 de Balaklia, puis le 10 de Koupiansk, bordant ainsi la rive de l'Oskol. Les unités russes autour d'Izioum, menacées d'encerclement, évacuent, abandonnant sur place leur matériel lourd : la 4e division aurait perdu, qu'ils soient détruits ou abandonnés (problèmes mécaniques ou faute de carburant), une centaine de ses chars T-80U, soit la moitié de sa dotation théorique. Les pertes russes totales en blindés T-80U étant de 85 chars de février à septembre, et les 12e et 13e régiments de la 4e division de tanks étant les seules unités qui alignent ce modèle, on peut considérer leurs BTG comme n'étant plus vraiment opérationnels. À la mi-septembre, la 27e brigade est encore en ligne au sud de Belgorod, en territoire russe, au sein de la 6e armée ; les autres unités de la 1re armée ont été retirées du front.
Le 13 septembre 2022, le ministère de la Défense britannique annonce que « les éléments des forces russes retirés de l'oblast de Kharkiv au cours de la semaine dernière appartenaient à la 1re armée de tanks de la Garde (1 GTA), qui est subordonnée au district militaire ouest (WEMD). La 1 GTA a subi des pertes importantes dans la phase initiale de l'invasion et n'avait pas été entièrement reconstituée avant la contre-offensive ukrainienne à Kharkiv. La 1 GTA avait été l'une des plus prestigieuses des armées russes, affectée à la défense de Moscou, et destinée à mener des contre-attaques en cas de guerre avec l'OTAN. Avec la 1 GTA et d'autres formations du WEMD gravement dégradées, la force conventionnelle russe conçue pour contrer l'OTAN est gravement affaiblie. Il faudra probablement des années à la Russie pour reconstruire cette capacité »,. Les titres dans la presse s'en font l'écho : « l'Ukraine anéantit la meilleure armée blindée de Russie » ; « Vladimir Putin's elite ‘bodyguards of Moscow’ unit pulverized in Ukraine », etc.